# Jim Bates

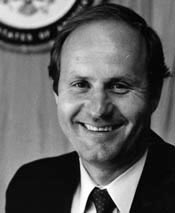
Jim Bates

Jim Bates (* 21. Juli 1941 in Denver, Colorado) ist ein US-amerikanischer Politiker. Zwischen 1983 und 1991 vertrat er den Bundesstaat Kalifornien im US-Repräsentantenhaus.

## Werdegang
Jim Bates besuchte bis 1959 die East Denver High School. Zwischen 1959 und 1963 diente er im Marine Corps. Danach arbeitete er im Bankgewerbe und später bei der Flugindustrie. Außerdem studierte er zwischenzeitlich an der San Diego State University. Politisch schloss sich Bates der Demokratischen Partei an. Zwischen 1971 und 1974 saß er im Stadtrat von San Diego. Von 1975 bis 1982 war er Landrat im San Diego County. Bei den Kongresswahlen des Jahres 1982 wurde Bates im damals neu eingerichteten 44. Wahlbezirk von Kalifornien in das US-Repräsentantenhaus in Washington, D.C. gewählt, wo er am 3. Januar 1983 sein neues Mandat antrat. Nach drei Wiederwahlen konnte er bis zum 3. Januar 1991 vier Legislaturperioden im Kongress absolvieren.
1990 wurde er in einen Sexskandal verwickelt, der ihn seine erneute Wiederwahl kostete. Zwei Jahre später strebte er erfolglos die Nominierung seiner Partei für die Wahlen des Jahres 1992 an. Später wurde festgestellt, dass Bates während seiner Zeit als Kongressabgeordneter in den House Banking Scandal verwickelt war. Nach dem Ende seiner Zeit im US-Repräsentantenhaus ist Jim Bates politisch nicht mehr in Erscheinung getreten.